# Tiristor controlado por MOS

Circuito equivalente de um MCT

O tiristor controlado por MOS (MCT) é um tipo de tiristor totalmente controlável por tensão. Foi desenvolvido por V.A.K. Temple. Os MCTs são semelhantes em operação aos tiristores GTO, todavia apresenta o terminal gate controlado por tensão e isolado do canal. O MCT possui dois MOSFETs de materiais condutivos de tipos opostos no seu circuito equivalente. O primeiro é responsável por ligar o dispositivo e outro para desligar. Um tiristor com apenas um MOSFET em seu circuito equivalente só pode ser atividado e não desligado, como os SCR's, sendo chamado, portanto, de tiristor acionado por MOS.

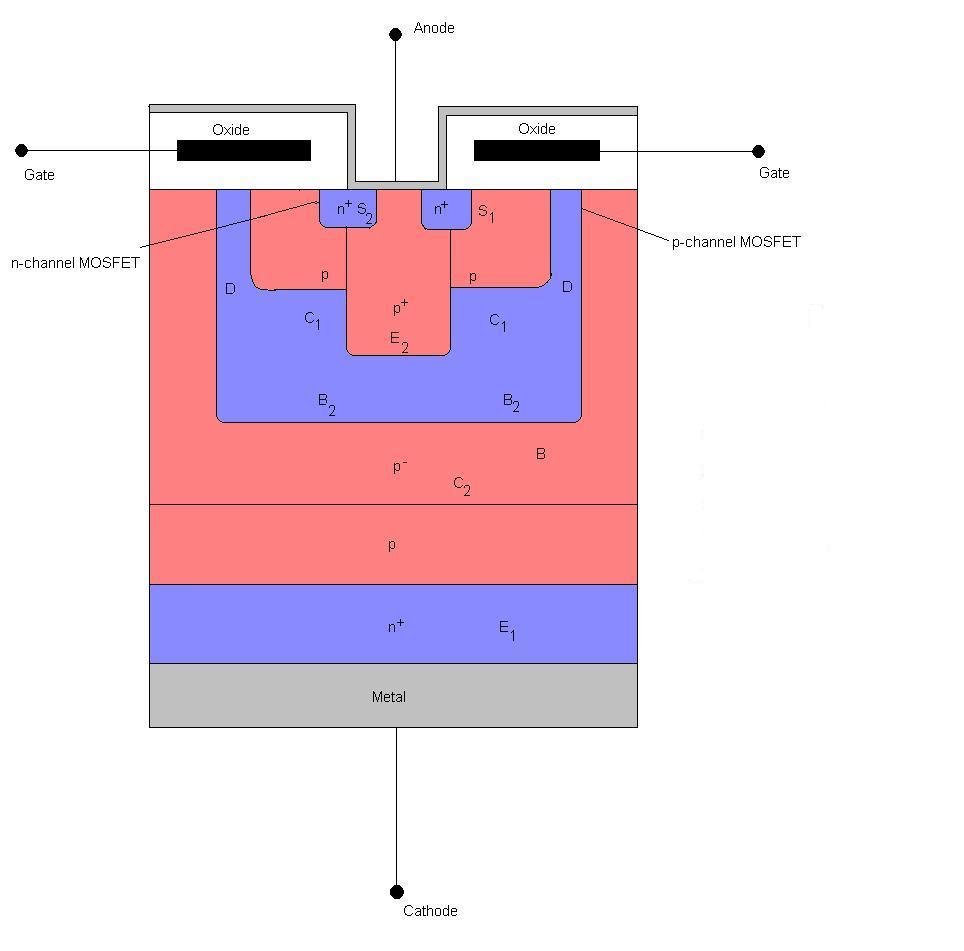
Desenho esquemático de um tiristor controlado por MOS

A tensão positiva no terminal de porta com respeito ao cátodo coloca o tiristor no estado ligado.
Tensão negativa no terminal de porta com respeito para o ânodo, o qual é próxima da tensão de cátodo durante o estado ligado, coloca o tiristor para o estado desligado.
Estes dispositivos inicialmente possuíam problemas de distribuição não homogênea de corrente durante o seu funcionamento, levando assim a uma das principais fabricantes de componentes semicondutores, a Fairchild desistir da sua fabricação após uma rápida comercialização.